# Liste der Einträge im National Register of Historic Places im Wirt County
Diese Liste der Einträge im National Register of Historic Places im Wirt County enthält alle im Wirt County, West Virginia in das National Register of Historic Places eingetragenen Gebäude, Bauwerke, Objekte, Stätten oder historischen Distrikte.
Diese Liste entspricht dem Bearbeitungsstand des National Park Service/National Register of Historic Places vom 27. September 2024.

## Legende
| NRHP | Historic Place             |
| HD   | National Historic District |

## Aktuelle Einträge
| [ 2 ] | Name                    | Bild                    | Eintragsdatum                 | Lage | Ort             | Beschreibung |
| ----- | ----------------------- | ----------------------- | ----------------------------- | --- | --------------- | ------------ |
| 1     | Beauchamp-Newman House  | weitere Bilder          | 24. Juli 1974 ID-Nr. 74002021 | Court St. 39° 3′ 52″ N, 81° 23′ 37″ W                                                                                   | Elizabeth       |              |
| 2     | Buffalo Church          | Buffalo Church          | 29. Jan. 1990 ID-Nr. 89001781 | an der Straßenkreuzung der County Routes 14 und 28 38° 57′ 58″ N, 81° 25′ 16″ W                                         | Palestine       |              |
| 3     | Burning Springs Complex | Burning Springs Complex | 6. Mai 1971 ID-Nr. 71000884   | entlang des nördlichen Flussufers am Kanawha River bis zur Mündung des Burning Springs Run 38° 59′ 31″ N, 81° 19′ 11″ W | Burning Springs |              |
| 4     | Kanawha Hotel           | Kanawha Hotel           | 25. Nov. 1986 ID-Nr. 86003232 | 111 Court St. 39° 3′ 52″ N, 81° 23′ 36″ W                                                                               | Elizabeth       |              |
| 5     | Ruble Church            | Ruble Church            | 9. Apr. 1982 ID-Nr. 82004332  | an der Straßenkreuzung der County Routes 34/1 und 34/2 39° 0′ 7″ N, 81° 18′ 28,5″ W                                     | Burning Springs |              |
| 6     | Wirt County Courthouse  | Wirt County Courthouse  | 25. Aug. 2004 ID-Nr. 04000918 | Washington Street 39° 3′ 49″ N, 81° 23′ 39″ W                                                                           | Elizabeth       |              |